# Iglesia de San Sebastián Mártir (Madrid)
La iglesia de San Sebastián Mártir es un templo católico del distrito de Carabanchel de la ciudad española de Madrid. Está ubicada en el barrio de Puerta Bonita, en la plaza de la Parroquia, junto a la plaza de Carabanchel y la plaza del antiguo ayuntamiento de Carabanchel.

## Historia

### Antiguo edificio
Data del reinado de los Reyes Católicos, a finales del siglo XV, cuando los vecinos de Carabanchel Bajo decidieron edificar su iglesia en el lugar que hoy ocupa, dedicándola a San Sebastián, mártir romano del siglo III al que se rogaba como protector contra la peste. El 30 de diciembre de 1495 el Concejo de Madrid concedió un solar al Concejo de Carabanchel de Abajo para la construcción de su iglesia. La primitiva iglesia era de estilo mudéjar de ladrillo con tres naves cubiertas con artesonado plateresco.
En el siglo XVII sufrió una profunda remodelación para adecuarla al barroco madrileño. En 1691 se cubrieron las naves con bóvedas que ocultaban el anterior artesonado. Se decoró el interior con pilastras y capiteles corintios y se levantó la torre con un chapitel de pizarra, que hoy todavía se conserva. Se le añadieron dos capillas laterales con cúpula: la de San José y la del Carmen.
Hacia mediados del siglo XIX, el edificio aparecía descrito en el quinto volumen del Diccionario geográfico-estadístico-histórico de España y sus posesiones de Ultramar de Pascual Madoz, en la entrada correspondiente a Carabanchel Bajo, de la siguiente manera:

La igl. parr. sit. en el centro del pueblo, está dedicada á San Sebastian, con curato de térm. y patronato del Estado, sobre cuya provision téngase presente lo dicho en Carabanchel Alto: el edificio es sólido, de buena construccion y capacidad, con un atrio cercado de pared, y en su torre se halla el reloj
(Madoz, 1846, p. 508)

Esta iglesia fue destruida en julio de 1936 al inicio de la la guerra civil. Con el incendio se perdieron retablos, tallas, cuadros y el archivo parroquial.

### Nueva iglesia

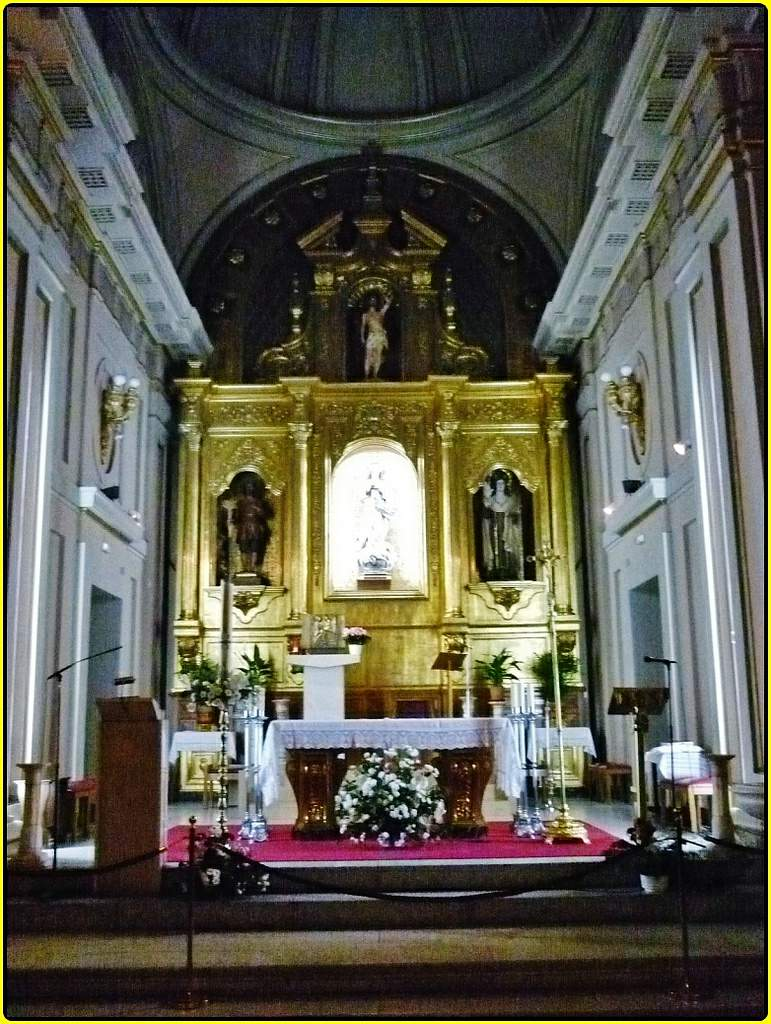
Altar mayor de la iglesia

Durante el periodo 1943-1948 se hizo cargo de la reconstrucción de la iglesia la Dirección General de Regiones Devastadas, según proyecto del arquitecto Ignacio Fiter Clavé, en el mismo lugar y con las mismas dimensiones que el antiguo templo. Esta iglesia fue bendecida el 20 de enero de 1948 por el entonces obispo auxiliar de Madrid, Casimiro Morcillo.
La iglesia actual consta de tres naves longitudinales de cinco tramos, siendo la central de mayor anchura y altura, enlazadas por arquerías. La cabecera se cubre con cúpula con linterna elevada sobre pechinas. Las fachadas son de ladrillo y mampostería recubierta por un estucado enlucido, zócalos de granito y portadas de piedra caliza de Colmenar. La portada principal acoge una escultura de piedra de San Sebastián Mártir. La otra portada, que se abre a la plaza de Carabanchel, correspondiente a la nave del Evangelio, posee una escultura de piedra de Nuestra Señora de la Antigua. La torre es la que se levantó en el siglo XVII.
La iglesia es sede de tres cofradías: La Congregación de Nuestra Señora del Carmen y del Santísimo Cristo Yacente, la Hermandad de Santiago y la Hermandad de San José, que salen de procesión en las festividades del Carmen, de Santiago y en Semana Santa.